# Юнацькі школи
Юнацькі школи — навчальні заклади для вишколу кандидатів на фахових старшин в армії УНР. У російській армії такі школи мали назву «юнкерські училища».

## Історія
У Києві з двох піхотних юнкерських училищ 1917 року одне українізувалось і стало Першою Київською юнацькою школою ім. гетьмана Б. Хмельницького, а друге перенеслося до Ростова. Власне сотні Першої Київської юнацької школи ім. гетьмана Б. Хмельницького під командуванням генерального штабу сотника Носенка взяли участь у бою під Крутами, де зазнали важких втрат. Після бою під Крутами юнаки, що залишились живими, ввійшли до Слобідського гайдамацького загону під командуванням Симона Петлюри, де створили так звану «чорну» та «червону» гайдамацькі сотні. Ці сотні ввійшли до складу Запорізького загону, дивізії та корпусу, з якого згодом виник 3-ій Слобідський гайдамацький полк, але юнаки, ветерани Крут і боїв за Київ, стали вже хорунжими української армії.
З наказу військового міністра Олександра Жуковського на весні 1918 року було створено Інструкторську Школу Старшин під проводом генерала Олелька Остапури-Степового, а згодом генерала Максимова, яка поділялася на відділи: піхотний, кулеметний, кіннотний, гарматний та інженерний, і вишколила два випуски, разом близько 1400 старшин.
У вересні 1918 року Головна шкільна управа Військового міністерства під проводом генерала Миколи Юнакова опрацювала план організації українського військового шкільництва. Юнацькі школи мали поділятися на основні й фахові: піхотні, кіннотні, гарматні та інженерні. Коли фахові школи були з'єднані з основними, вони мали назву спільних Юнацькіх шкіл. Курс навчання в основних Юнацьких школах був однорічний, у фахових — дворічний. До шкіл мали приймати юнаків тільки з закінченою середньою освітою; закінчення трирічної Юнацької школи давало право на старшинську рангу. Було плановано відкрити п'ять піхотних Юнацьких шкіл (дві у Києві, одну в Одесі, одну в Полтаві й одну в Чугуєві), одну кіннотну (в Єлисаветі), дві гарматні (у Києві та в Одесі) та одну інженерну (в Харкові). На початку 1919 року відкрито Спільні військові Юнацькі школи.